# Бутчер, Тим
Тим Бутчер (англ. Tim Butcher, родился 15 ноября 1967 года) — английский писатель, телеведущий и журналист. Он является автором книг о путешествиях «Река крови» (2007 г.), «В погоне за дьяволом» (2010 г.) и «Триггер» (2014 г.), в которых современные приключения сочетаются с историей.

## Карьера

### Журналистика
В качестве журналиста с 1990 по 2009 год Батчер работал в газете Daily Telegraph, занимая ряд должностей, в том числе колумниста, военного корреспондента, руководителя африканского бюро и корреспондента по Ближнему Востоку. Он остается постоянным участником радиопрограммы BBC «От нашего собственного корреспондента» и пишет статьи для многочисленных британских, американских и международных изданий.

### Литературное  творчество
В 2007 году он опубликовал  свою первую книгу «Река крови: Путешествие в разбитое сердце Африки» - отчет о своей командировке в 2004 году в Демократическую Республику Конго, где он проехал по суше от озера Танганьика и вниз по реке Конго, по маршруту трансафриканской экспедиции Генри Мортона Стэнли 1874–1877 годов. Книга, изданная Chatto & Windus, заняла первое место в списке бестселлеров Sunday Times, а также вошла в список бестселлеров New York Times.
Переведённая на шесть языков, «Река крови» стала единственным научно-популярным изданием в книжном клубе "Ричард и Джуди" (Richard & Judy) в 2008 году и вошла в шорт-лист ряда британских писательских премий, включая премию Сэмюэля Джонсона, премию Долмана за лучшую книгу о путешествиях, и награду Гильдии писателей Великобритании за лучшую книгу. Польская версия книги, Rzeka Krwi (переведенная Якубом Черником и опубликованная в 2009 году издательством Carta Blanca), вошла в лонг-лист премии имени Рышарда Капущиньского 2010 года.
В 2009 году Батчер написал главу для книги «Потому что я девочка» (январь 2010 г.) — благотворительного сборника рассказов, посвященного судьбам молодых женщин и девочек в развивающемся мире. Книга, изданная издательством Vintage, была детищем Plan International, ведущей группы по защите прав детей.
Вторая крупная работа Батчера, «В погоне за дьяволом: В поисках боевого духа Африки» (2010), описывает 350-мильный переход через Сьерра-Леоне и Либерию по тропе, проложенной Грэмом Грином и описанной в «Путешествии Грина без карт» (1936). Он вошел в лонг-лист премии Оруэлла за политические работы.
В 2010 году Батчер удостоен степени почётного доктора Нортгемптонского университета в Великобритании за работу журналистом и писателем.
Батчер также написал главу для книги «Путешествия быка: встречи с замечательными писателями-путешественниками», выпущенной в мае 2011 года,, еще одного сборника, выпущенного международной конфедерацией Oxfam, призванной бороться с  бедностью и несправедливостью.
В 2012 году «Река крови» стала текстом, используемым в программе AS Level по английскому языку и литературе, наряду с «Сердцем тьмы » Джозефа Конрада.
В 2013 году он был награжден Mungo Park Medal Королевского шотландского географического общества в знак признания достижений исследователя и просветителя.
Его последняя книга «Спусковой крючок: охота на убийцу, который довёл мир до войны», была опубликована в мае 2014 года издательством Chatto & Windus. Она посвящена истории Гаврило Принципа, подростка-убийцы, который спровоцировал Первую мировую войну, убив австрийского эрцгерцога Франца Фердинанда в Сараево 28 июня 1914 года.

## Внешние ссылки
- Официальный сайт Тима Батчера